# Dasappanahalli, Gubbi
Dasappanahalli là một làng thuộc tehsil Gubbi, huyện Tumkur, bang Karnataka, Ấn Độ.